# Francisco Maria Correia de Sá e Benevides
Francisco Maria Correia de Sá e Benevides (18 de abril de 1846,  — 15 de outubro de 1896) foi advogado e político brasileiro.
Natural de Campos dos Goitacases, Rio de Janeiro, filho de José Maria Correia de Sá e Benevides e de Leonor Maria Saldanha da Gama. Neto paterno de Salvador Correia de Sá e Benevides, quinto visconde de Asseca, e materno de João de Saldanha da Gama Melo Torres Guedes Brito, sexto conde da Ponte. Eram seus irmãos os igualmente políticos Salvador e José Maria, além de Antônio Maria Correia de Sá e Benevides, bispo de Mariana.
Casou-se, em 1870, com Olímpia Sofia Helena de Pascoal (Londres, Inglaterra, 10 de junho de 1846 - Rio de Janeiro, 19 de julho de 1898, que, depois de se casar, passou a assinar Olímpia de Pascoal e Benevides), filha de Emília Cristina Soares de Pascoal e de Antônio Teodoro de Pascoal. 
Foi promotor e, posteriormente, chefe de polícia do Rio de Janeiro; chefe de polícia da província de Minas Gerais por decreto de 11 de abril de 1874; presidente da província do Maranhão, de 18 de dezembro de 1876 a 28 de março de 1878, e presidente da província do Pará, de 1875 a 1876. Era secretário do governo do Rio Grande do Sul na época da Guerra da Tríplice Aliança, para o que fora nomeado por carta imperial de 26 de maio de 1869.
Foi nomeado cavaleiro da Legião de Honra pelo governo francês, em 1877.
Seus restos mortais foram sepultados no Cemitério de São João Batista.